# Карлукско-кыпчакские языки
Карлу́кско-кыпча́кские языки — гипотетическая группа, объединяющая тюркские языки, традиционно распределяемые по карлукской, поволжско-кыпчакской, половецко-кыпчакской и ногайско-кыпчакской подгруппам (а также горно-алтайской).

## Состав
Концепция карлукско-кыпчакского единства является абсолютной противоположностью концепции (поддерживавшейся, например, Н.А. Баскаковым) кыпчакско-огузского единства, по которой огузские и кыпчакские языки ближе друг к другу, чем карлукские к ним (Баскаков предполагал общую основу для огузских, кыпчакских и карлукских, но утверждал отделение карлукских на наиболее раннем этапе). В радикальном варианте концепции, предложенном А.В. Дыбо, предполагается отсутствие ближайшего родства огузских с кыпчакскими и карлукскими (в частности, в её варианте классификации более близки карлукско-кыпчакским, в т.ч. центрально-восточным, хакасские языки, составляя так называемую «центральную» ветвь) (автор в работе, однако, не учитывает, например, крымскотатарского языка).
При таком варианте классификации снимается проблема непоследовательного развития ğ > u в крымском диалекте караимского языка, среднем диалекте крымскотатарского и близких к нему идиомах (крымчакском, урумском) и лобнорском диалекте, традиционно причисляющемуся к уйгурскому, но имеющему характеристики, сближающие с киргизским.

### Карлукские и кыпчакские языки
В варианте А.В. Дыбо из привычных таксонов присутствует только ногайская подгруппа. Сводимость в одну подгруппу языков, противопоставленных одновременно ногайским и центрально-восточным — половецких + карлукских (без халаджского), предполагается по умолчанию, но не описывается.

### Центрально-восточные языки
Центрально-восточной группе (южнокиргизские диалекты, киргизский, южноалтайский, тубаларский, северноалтайский языки) отводится роль в некотором смысле связующего звена между карлукско-кыпчакской и хакасской группами. Отмечается нарастание хакасских и убывание карлукско-кыпчакских признаков при постепенном движении с запада на восток. Киргизский язык в одном варианте классификации оказывается объединен с уйгурским, а оставшаяся часть центрально-восточных с хакасскими. В другом варианте центрально-восточные объединяются с остальными карлукско-кыпчакскими в противовес хакасским. Северноалтайские также могут выводиться за пределы карлукско-кыпчакских как второй по времени отделения таксон «центральных» тюркских.
Центрально-восточные языки были объединены с карлукскими и кыпчакскими еще в классификации А.Н. Самойловича: киргизский, южноалтайский и тубаларский (у Самойловича фигурирующий как кумандинский) с кыпчакскими, а остальные горно-алтайские с карлукскими.

## Альтернативная точка зрения
О.А. Мудрак карлукско-кыпчакского единства в таком составе не признает. Центрально-восточные языки он относит к сибирским тюркским, объединяя с хакасскими, саянскими и якутским, тогда как остальные кыпчакские и карлукские с огузскими. Нижнечулымское наречие, однако, причисляет к диалектам сибирскотатарского языка. Древнетюркский, караханидский и халаджский отнесены к карлукским.